# PDBsum
PDBSum és una base de dades que proporciona una visió general en tres dimensions del contingut de cada estructura macromolecular dipositada a la Protein Data Bank. La versió original de la base de dades va ser desenvolupada al 1995 per Roman Laskowski i col·laboradors al University College de Londres. Posteriorment l'han anat actualitzant i mantenint de forma col·laborativa amb Janet Thornton a l'European Bioinformatics Institute (EBI).
Cada estructura macromolecular a la base de dades de PDBsum inclou una imatge de la seva estructura (vista principal, vista inferior i vista dreta), els components moleculars que conté el complex, un diagrama de la reacció enzimàtica si escau, ontologia genètica i assignacions funcionals de la proteïna, una seqüència unidireccional marcada per assignacions de dominis Pfam i InterPro, una descripció dels enllaços moleculars amb un gràfic que mostra les interaccions entre proteïna i estructura secundària, diagrames esquemàtics d'interaccions proteïna-proteïna, una anàlisi de clivelles contingudes a l'estructura, i enllaços a bases de dades externes. S'utilitzen els software de gràfics moleculars de RasMol i Jmol per la visualització en 3D de les molècules i les seves interaccions.
Des del llançament del Projecte 1000 Genomes l'octubre de 2012, tots els totes les variants d'aminoàcids individuals identificades pel projecte s'han inclòs a les seqüències de proteïnes corresponents al Protein Data Bank. Aquestes variants també es mostren dins de PDBsum, amb referències creuades a l'identificador UniProt corresponent.
PDBsum també conté una gran quantitat d'estructures proteiques que poden ser d'interès en el disseny de nous fàrmacs, i té una branca a part coneguda com a DrugPort que se centra en aquests models i està connectada amb la base de dades de DrugBank.